# Aegus sumatraensis
Aegus sumatraensis là một loài bọ cánh cứng trong họ Lucanidae. Loài này được Bomans mô tả khoa học năm 1992.